# جيريمي ماكنزي
جيريمي ماكنزي (بالإنجليزية: Jeremy Mackenzie)‏ هو عسكري بريطاني، ولد في 11 فبراير 1941 في نيروبي في كينيا.